# 23e division de réserve (Empire allemand)
Pour les articles homonymes, voir 23e division.
La 23e division de réserve, appelée également 1re division saxonne de réserve (23. Reserve-Division (1. Königlich Sächsische) est une unité de l'armée saxonne créée au début de la Première Guerre mondiale. Cette unité participe aux premiers combats sur le front de l'Ouest notamment à la bataille de la Marne dans les combats à l'est des marais de Saint-Gond. Elle est présente sur le front de Champagne lors des deux offensives françaises de l'année 1915 et sur les champs de bataille de la Somme et de Passchendaele. Au cours de l'année 1917, elle est transférée sur le front de l'Est jusqu'au mois de mars 1918 où elle revient sur le front ouest. Après la signature de l'armistice, la 23e division de réserve est déplacée en Allemagne où elle est dissoute au cours de l'année 1919.

## Composition

### À la mobilisation
- 45e brigade d'infanterie de réserve

100e régiment d'infanterie de réserve, Reserve-Infanterie-Regiment Nr. 100
101e régiment d'infanterie de réserve, Reserve-Infanterie-Regiment Nr. 101
12e bataillon de réserve de Jäger, Reserve-Jäger-Bataillon Nr. 12
- 46e brigade d'infanterie de réserve

102e régiment d'infanterie de réserve, Reserve-Infanterie-Regiment Nr. 102
103e régiment d'infanterie de réserve, Reserve-Infanterie-Regiment Nr. 103
- régiment saxon de hussard de réserve, Sächsisches Reserve-Husaren-Regiment
- 23e régiment d'artillerie de campagne de réserve, Reserve-Feld-Artillerie-Regiment Nr. 23
- 12e bataillon de pionnier de réserve, Reserve-Pionier-Bataillon Nr. 12

### 1918
- 105e brigade d'infanterie de réserve

100e régiment de grenadier de réserve, Reserve-Grenadier-Regiment Nr. 100
102e régiment d'infanterie de réserve, Reserve-Infanterie-Regiment Nr. 102
392e régiment d'infanterie, Infanterie-Regiment Nr. 392
- 18e régiment de hussard de réserve, 2. Sächsisches Reserve-Husaren-Regiment Nr. 18

- 118e Commandement d'artillerie, Artillerie-Kommandeur Nr. 118

23e régiment d'artillerie de campagne de réserve, Reserve-Feld-Artillerie-Regiment Nr. 23
1er bataillon du 15e régiment d'artillerie à pied de réserve, I. Bataillon/Reserve-Fußartillerie-Regiment Nr. 15
- 323e bataillon de pionnier, Pionier-Bataillon Nr. 323
- Divisions-Nachrichten-Kommandeur Nr. 423

## Historique
La 23e division de réserve est créée le 2 août 1914, avec la 24e division de réserve, elles forment le 12e corps de réserve.

### 1914
- 23 - 24 août : Bataille de Dinant
- 24 - 27 août : la division soutient les efforts de la IIe armée allemande sur Namur, en se dirigeant vers Mettet et Philippeville, puis déplacement vers le sud et le sud-ouest pour atteindre la Sormonne.
- 27 - 30 août : franchissement de la Meuse et poursuite des troupes françaises jusqu'à l'Aisne.
- 31 août - 5 septembre : franchissement de l'Aisne et poursuite des troupes françaises sur la Marne.
- 6 - 10 septembre : Bataille de la Marne, la division combat à l'est des marais de Saint-Gond, elle parvient à repousser l'aile droite de la 9e armée française du général Foch mais subit de lourdes pertes.
- 11 - 12 septembre : retraite par Mourmelon pour atteindre une ligne d'arrêt à Monronvilliers et Auberive.
- 12 septembre - 31 décembre : secteur de Champagne, la division combat lors de la première bataille de Champagne du 20 au 30 décembre à Souain, Perthes-lès-Hurlus et Beauséjour.

### 1915
- durant l'année 1915, la 23e division de réserve reste dans le secteur de Champagne.
- 8 - 13 janvier : combat à Perthes-lès-Hurlus et Beauséjour
- 1er - 5 février : combat à Perthes-lès-Hurlus et Massiges
- 16 - 19 février : combat à Perthes-lès-Hurlus et Beauséjour
- 22 septembre - 3 novembre : seconde bataille de Champagne

### 1916
- janvier - 23 juillet : en ligne, secteur de Champagne, la division est relevée du secteur Auberive - Saint-Souplet-sur-Py.
- 23 - 26 juillet : transfert vers Péronne.
- 26 juillet - 22 août : Bataille de la Somme, la division tient le front au nord de Ham à la ferme de Monaco. Durant cette période, la division subit de lourdes pertes (le 100e régiment d'infanterie de réserve perd ainsi 1 700 hommes durant cette période).
- 23 août - début septembre : la division est relevée et cantonne à proximité de Douai.
- septembre - 18 octobre : la division est envoyée au sud de Lens dans le secteur Angres - Souchez.
- 19 octobre - 6 décembre : retour sur le champ de bataille de la Somme, dans le secteur de Gueudecourt.
- à partir du 7 décembre : secteur de l'Artois et des Flandres.

### 1917
- 1er janvier - 1er avril : la division occupe un secteur de tranchées en Artois et dans les Flandres
- 3 - 10 avril : réserve de l'OHL
- 11 avril - 26 mai : secteur de l'Yser.
- 27 mai - 30 juillet : secteur des Flandres et Bataille de Passchendaele
- 31 juillet - 2 septembre : relevé du front, cantonnement en Belgique
- 3 - 30 septembre : la division remonte en ligne dans le secteur des Flandres.
- 1er - 7 octobre : la division est transférée sur le front de l'Est.
- 8 octobre - 5 décembre : la division occupe un front Niémen Berezina Krewo - Smorgon - Naroch - Tweretsch
- 6 - 31 décembre : arrêt des combats, cessez-le-feu avec les autorités russes

### 1918
- 1er janvier - 17 février : la division attend la signature l'armistice
- 18 février - 3 mars : offensive dans le secteur du lac Peipsi et de la Dvina supérieure
- 3 - 8 mars : la division occupe une zone en Russie entre la Dvina supérieure et le lac Peipsi
- 8 - 14 mars : transport de la division sur le front de l'Ouest
- 14 - 20 mars : occupation d'un secteur en Flandre et en Artois
- 21 mars - 6 avril : la division participe à l'Offensive de printemps
- 7 avril - 23 juin : combat entre Arras et Albert
- 23 juin - 4 août : guerre de tranchées en Flandre et de l'Artois
- 5 août - 6 septembre : la division tient un secteur de front entre Ypres et La Bassée
- 7 septembre - 14 octobre : combat dans le secteur Armentières - Lens
- 15 - 19 octobre : combat entre Deûle et le canal de l'Escaut
- 18 - 24 octobre : combat d'arrière-garde entre l'Yser et la Lys
- 25 octobre - 1er novembre : La division combat sur la Lys
- 2 - 4 novembre : combat d'arrière-garde sur les deux rives de l'Escaut
- 5 - 11 novembre : combats retardateurs devant la ligne de défense Anvers - Meuse
- à partir du 12 novembre : évacuation des territoires occupés et retour en Allemagne

## Chefs de corps
| Grade           | Nom                                 | Date                              |
| --------------- | ----------------------------------- | --------------------------------- |
| Generalleutnant | Alexander von Larisch (de)          | 2 août 1914 - 15 janvier 1915     |
| Generalleutnant | Bernhard von Watzdorf (de)          | 16 janvier 1915 - 21 février 1917 |
| Generalleutnant | Traugott Leuckart von Weißdorf (de) | 22 février 1917 - 12 mars 1918    |
| Generalmajor    | Franz Francke (de)                  | 13 mars 1918 - 1919               |